# KK Split
O KK Split (Košarkaški klub Split) é um clube de basquetebol profissional da cidade de Split, Croácia. É um dos máximos expoentes do basquetebol croata, chegando a ganhar três Copas de Europa no início dos anos 1990, nesta época conhecido por Jugoplastika Split. 
Atualmente compete na A1 Liga, a elite do basquetebol da Croácia, onde conquistou um título. Em temporadas anteriores competiu também na Liga do Adriático, torneio no qual não conseguiu grandes resultados. No ano de 2009 a equipe mudou-se para sua nova casa, o Spaladium Arena, com capacidade para 12.000 espectadores, para disputar os seus jogos como mandante.

## História

### Fundação
Ainda que a situação na Europa, em geral, não era a ideal depois da Segunda Guerra Mundial, ainda o era pior na cidade de Split, pois a principal fonte de renda da cidade vem da exploração do turismo em suas praias. Com todo, a paixão pelo futebol na cidade era demasiado grande, e assim fundou-se o clube como a secção de basquetebol do clube de futebol Hajduk em 1945. 
Depois de três anos de atividade esporádica, em 1948 o clube passou a organiza-se como KK Hajduk, já como independente do Hajduk. Competiu em ligas menores por mais de uma década, sendo enfim membro da elite iugoslava na temporada 1963-64, onde permaneceu até a Dissolução da Juguslávia. O KK Hajduk era uma equipe conhecida por ter em seus elencos jogadores oriundos de suas categorias de base, fato que começou a mudar com chegada de seu novo patrocinador, o Jugoplastika em 1967.

### Jugoplastika

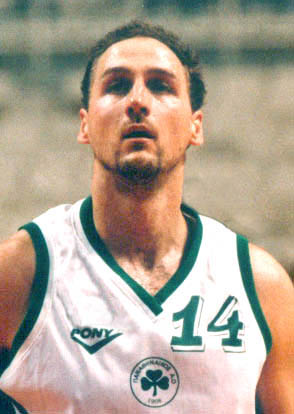
Dino Rađa.

A Jugoplastika sempre buscou os seus novos talentos de suas categorias de base, mantendo em media 500 rapazes nas suas categorias inferiores, com médias de altura e idade de 2,01 metros e 20 anos respectivamente. Isto não tardou em dar fruto, e os primeiros êxitos chegaram nos anos 1970, quando conquistaram duas ligas domésticas (1971, 1977) e três copas (1972, 1974, 1977) da Iugoslavia, e a nível europeu duas Copas Korać. Uma grande conquista que não aconteceu foi a Copa da Europa de 1972, perdendo na final jogada em Tel Aviv por apenas um ponto contra os italianos Ignis Varese, grande força do basquetebol europeu da década. Com todo, depois de 1977 chegou uma dura época na que não conquistaram nenhum título.
Para recuperar o caminho de conquistar, foi contratado o treinador Bozidar Maljkovic de apenas 34 anos, que foi durante cinco anos assistente técnico de Ranko Zeravica, treinador principal do Estrela Vermelha de Belgrado. Como era tradição, Maljkovic formou uma equipe com jovens chegados das categorias inferiores do clube, entre os que destacavam dois, Dino Rađa (atual presidente do club) e Toni Kukoč (anos depois campeão da NBA em três ocasiões junto com Michael Jordan). Estes jogadores ja demostraram ao mundo as suas habilidades no Mundial Juvenil na Itália em 1987, onde seleção iugoslava ganhou o torneio após vencer os Estados Unidos na final.
Com tudo, a equipe pecava na inexperiência, assim o treinador pensou em buscar algum jogador veterano que pudesse complementar a equipo. Com essa proposta contratou o montenegrino de 30 anos chamado Duško Ivanović. Com esta incorporação a equipe decretou um antes e um depois no basquetebol europeu, ja que uma equipe formada por jogadores com apenas 22 anos de média, começou a ganhar com autoridade de todos rivais que se passavam em seu caminho, em sua maior parte mais poderosos economicamente. Assim, para o assombro da comunidade do basquetebol, no Final Four da Copa de Europa em Munique 1989, onde enfrentou os grandes clubes do continente na época, o FC Barcelona, o Maccabi Tel Aviv e o Aris Salônica. Antes de começar a fase final, no partido que enfrentariam o Barcelona, o veterano treinador Aleksandar Nikolic disse-lhes uma palavras de ânimo que ficaram para a história deste esporte:

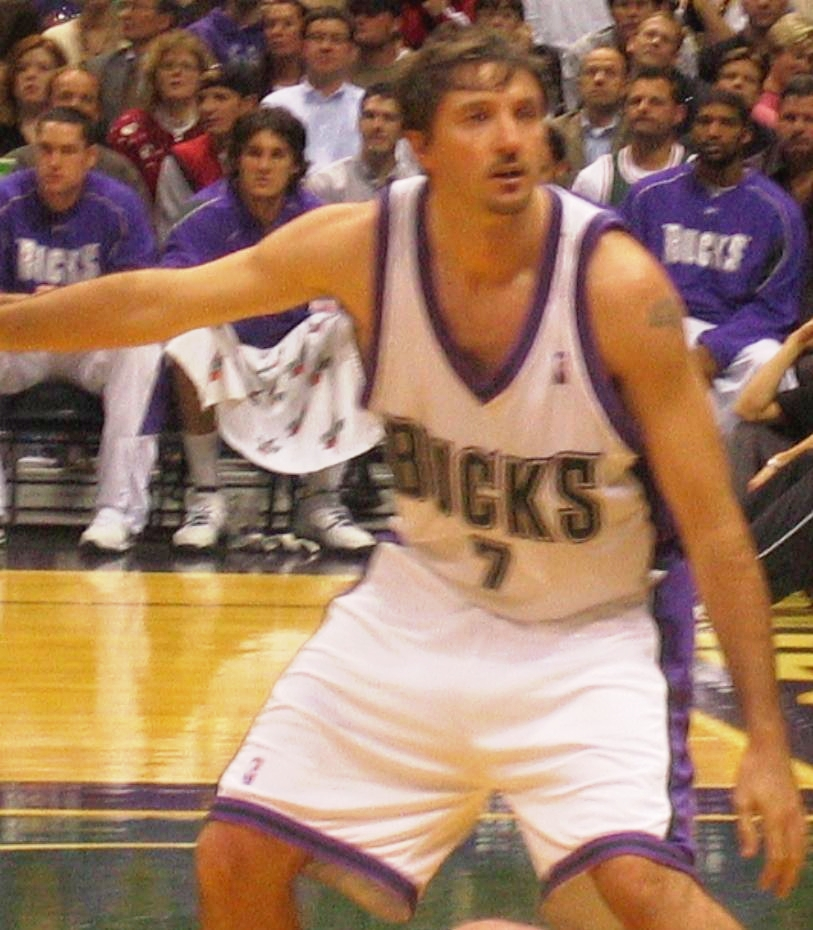
Toni Kukoč.

Assim a Jugoplastika para o jogo vencendo con autoridade contra todas as previsões aos catalães, com 24 puntos de Kukoč, 21 de Ivanović e 18 de Rađa. Ja na final contra os israelenses do Maccabi, a grande partida de Rađa, com "duplo-duplo" de 20 pontos e 10 rebotes, que lhe rendeu a aclamação de MVP e posterior escolha no draft da NBA por Boston Celtics, e os 18 pontos de Kukoč, com 4 de 7 em tiros de três pontos, Segundo declarações anos mais tarde de Toni Kukoč:
Foram recebidos por 150.000 torcedores no desembarque no aeroporto, um número surpreendente , partindo do princípio que Split tinha população calculada em 250.000 habitantes. No ano seguinte, com a equipe mais experiente, chegou à equipe o pivô promessa Zoran Savić, numa equipe onde também se destacava o ala Velimir Perasović e o pivô Žan Tabak. Com este elenco a Jugoplastika voltou ao Final Four, esta vez disputado em Saragoça. Na primeira partida, a semifinal, o Split não tiveram dificuldade em eliminar os franceses do CSP Limoges, chegando na final e encontrando novamente o Barcelona na final, outra vez favoritos. Nesse encontro Maljkovic surpreendeu deixando de início Kukoč no banco, porém quando saiu do banco marcou 20 pontos que o converteram no MVP da Final e a Jugoplastika em campeão pelo segundo ano consecutivo.

### KK Split
No ano seguinte, a equipe trocou de denominação, passando a chamar-se "Top-84 Split". Esta mudança chegou com a saída de Rađa para o Virtus Roma, de Ivanović ao Valvi Girona e do adestrador Maljkovic ao Barcelona. Chegaram ao clube o técnico Željko Pavličević e o estadunidense, Avi Lester. A equipe sentiu a diferença, mas foram ganhando protagonismo jogadores como Tabak, Petar Naumoski ou Aramis Naglić. Esta vez o desafio era diferente já que nenhuma outra equipe além do ASK Riga havia conquistado a Euroliga em três temporadas consecutivas.
Esta vez, não sem sofrimento, o Split voltou ao Final Four, esta vez disputado em París. Nas semifinais derrotaram o Scavolini Pesaro, chegando de novo à final frente ao FC Barcelona, esta vez dirigido por Maljkovic. Os croatas conseguiram vencer por cinco pontos (70-65) das mão Savić foram 27 puntos. Ao ano seguinte Naumoski marchava para a Macedônia, e mais tarde Tabak ao Libertas Livorno e Perasović ao Breogán de Lugo. Aquela equipe conseguiu ganhar cinco copas da Croácia e uma liga em 2003, passando por dificuldades econômicas, recuperando-se pouco a pouco.

## Arena

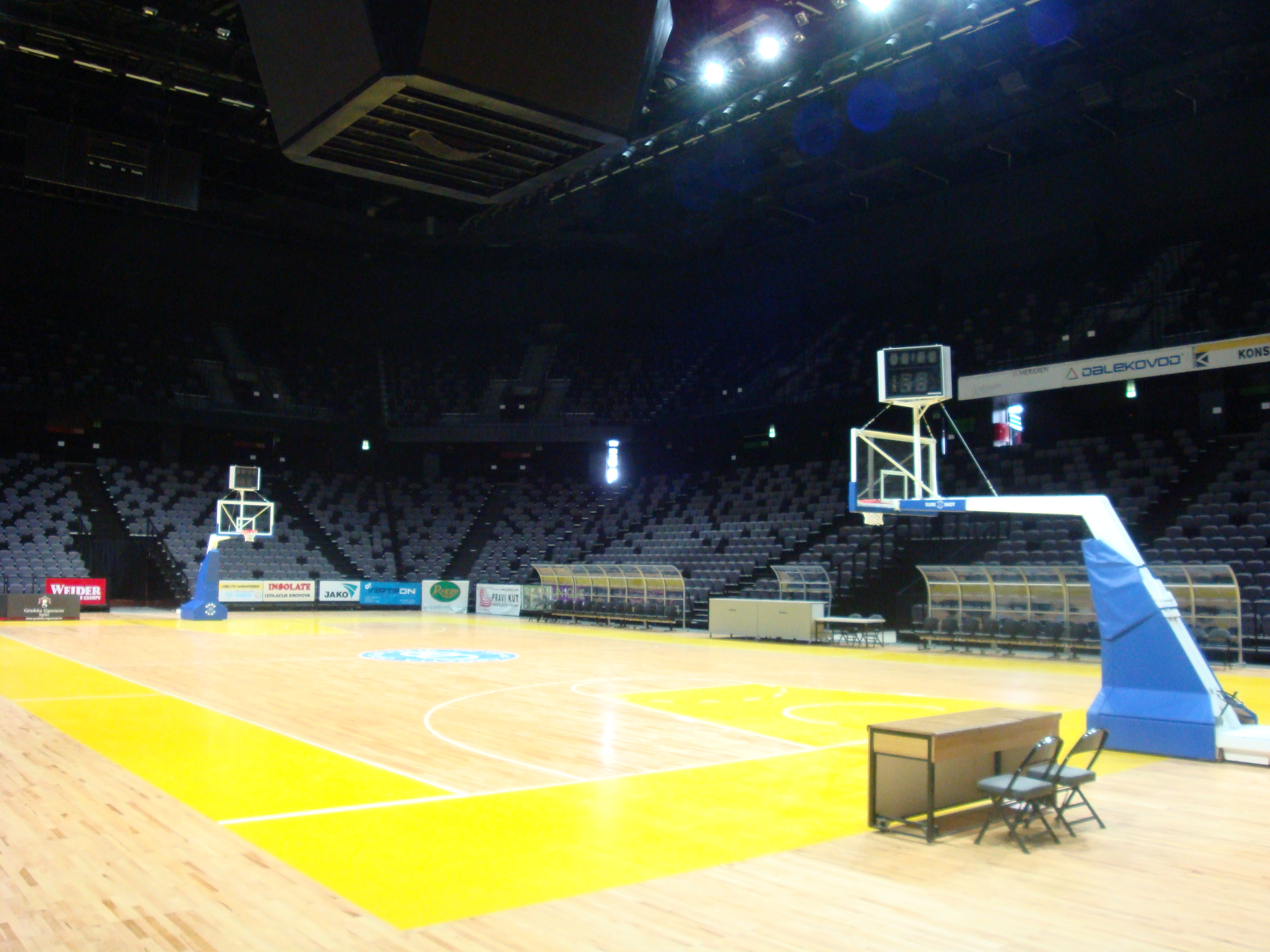
O Spaladium Arena.

O KK Split mandava suas partidas até 27 de dezembro de 2008 no Arena Gripe. Nessa data transferiram-se de seu pequeno ginásio, com capacidade para 3.500 espectadores, ao grande Spaladium Arena, uma nova estrutura poliesportiva e de entretenimento projetada pela 3LHD. O novo pavilhão tem uma capacidade para 12.000 assentos, ainda que está quantidade é muito flexível, ja que se podem configurar capacidades que vão desde 1.246 a 12.339 espectadores. Para os encontros do KK Split a capacidade é de 10.931 espectadores.

## Prêmios
- 3 Copas de Europa: 1989, 1990 e 1991.

- Finalista em 1972.

- 2 Copa Korac: 1976, 1977.
- 2 Tríplice Coroa: 1990 e 1991
- 1 Liga croata: 2003.
- 5 Copas de Croácia: 1992, 1993, 1994, 1997 e 2004.
- 6 Ligas de Iugoslávia: 1971, 1977, 1988, 1989, 1990 e 1991.
- 5 Copas de Iugoslávia: 1972, 1974, 1977, 1990 e 1991.

## Grandes jogadores do KK Split
- Toni Kukoč
- Dino Rađa
- Zoran Savić
- Zan Tabak
- Velimir Perasović
- Duško Ivanović